# Municipio de Swan Quarter
El municipio de Swan Quarter (en inglés: Swan Quarter Township) es un municipio ubicado en el  condado de Hyde en el estado estadounidense de Carolina del Norte. En el año 2010 tenía una población de 782 habitantes.

## Geografía
El municipio de Swan Quarter se encuentra ubicado en las coordenadas 35°24′18.6″N 76°19′50.71″O / 35.405167, -76.3307528.